# Mnet Asian Music Awards
Mnet Asian Music Awards (hangul: 엠넷 아시안 뮤직 어워드), även känd som MAMA, är en årlig musikgala i Sydkorea sedan 1999 där musikpriser delas ut. Den presenteras av företaget CJ ENM som äger musikkanalen Mnet, där ceremonin också sänds varje år i november eller december. Vinnarna inom de olika kategorierna utses baserat på en kombination av omröstning på internet och en domarpanel. Mellan 1999 och 2009 hölls evenemanget i Seoul men sedan 2010 har det hållits utomlands.

## Evenemang
| Upplaga   | Datum            | Plats                                                      | Programledare                |
| --------- | ---------------- | ---------------------------------------------------------- | ---------------------------- |
| #1: 1999  | 27 november 1999 | Little Angels Arts Center, Seoul                           | Choi Hal-li                  |
| #2: 2000  | 24 november 2000 | Little Angels Arts Center, Seoul                           | Cha Tae-hyun & Kim Hyun-joo  |
| #3: 2001  | 23 november 2001 | Little Angels Arts Center, Seoul                           | Cha Tae-hyun & Song Hye-kyo  |
| #4: 2002  | 29 november 2002 | Little Angels Arts Center, Seoul                           | Shin Dong-yup & Kim Jung-eun |
| #5: 2003  | 27 november 2003 | Kyung Hee University, Seoul                                | Cha Tae-hyun & Sung Yu-ri    |
| #6: 2004  | 4 december 2004  | Kyung Hee University, Seoul                                | Shin Dong-yup & Kim Jung-eun |
| #7: 2005  | 27 november 2005 | Olympic Gymnastics Arena, Seoul                            | Shin Dong-yup & Kim Ah-joong |
| #8: 2006  | 25 november 2006 | Olympic Gymnastics Arena, Seoul                            | Shin Dong-yup & Kim Ok-bin   |
| #9: 2007  | 17 november 2007 | Seoul Olympic Stadium, Seoul                               | Shin Dong-yup & Lee Da-hae   |
| #10: 2008 | 15 november 2008 | Seoul Olympic Stadium, Seoul                               | Rain                         |
| #11: 2009 | 21 november 2009 | Seoul Olympic Stadium, Seoul                               | Tiger JK                     |
| #12: 2010 | 28 november 2010 | Cotai Arena, The Venetian Macao, Macao, Kina               | Ingen programledare          |
| #13: 2011 | 29 november 2011 | Singapore Indoor Stadium, Singapore                        | Lee Byung-hun                |
| #14: 2012 | 30 november 2012 | Hong Kong Convention and Exhibition Centre, Hongkong, Kina | Song Joong-ki                |
| #15: 2013 | 22 november 2013 | AsiaWorld-Arena, Hongkong, Kina                            | Lee Seung-gi                 |
| #16: 2014 | 3 december 2014  | AsiaWorld-Arena, Hongkong, Kina                            | Song Seung-heon              |
| #17: 2015 | 2 december 2015  | AsiaWorld-Arena, Hongkong, Kina                            | Psy                          |
| #18: 2016 | 2 december 2016  | AsiaWorld-Arena, Hongkong, Kina                            | Lee Byung-hun                |

## Kategorier
- Årets artist har tilldelats varje år sedan 2006 och är ett av tre huvudpriser. Fyra artister blir vanligtvis nominerade i kategorin efter en omröstning på internet.
- Årets album har tilldelats varje år sedan 2006 och är ett av tre huvudpriser. Årets album är det enda av huvudpriserna som inte inkluderar omröstning på internet för att utse vinnaren. Fyra album är vanligtvis nominerade i kategorin.
- Årets låt har tilldelats varje år sedan 2006 och är ett av tre huvudpriser. Fyra låtar blir vanligtvis nominerade i kategorin efter en omröstning på internet.
- Årets nya artist har tilldelats en, två eller som flest tre artister varje år sedan 1999. Första året tilldelades priset en soloartist och en musikgrupp. Från 2000 till 2004 tilldelades priset en manlig artist, en kvinnlig artist och en musikgrupp. Åren 2005 och 2006 återvände MAMA till en soloartist och en musikgrupp. År 2007 tilldelades priset en soloartist, en manlig musikgrupp och en kvinnlig musikgrupp. Sedan 2008 tilldelas priset en manlig artist eller en manlig musikgrupp, och en kvinnlig artist eller en kvinnlig musikgrupp, dvs. ett pris per kön, antingen solo eller grupp. Det enda undantaget sedan 2008 var år 2014 då endast ett pris tilldelades till en enda artist. Fyra artister är vanligtvis nominerade inom varje underkategori.
- Årets manliga artist har tilldelats varje år sedan 1999. Fyra artister är vanligtvis nominerade i kategorin.
- Årets kvinnliga artist har tilldelats varje år sedan 1999. Fyra artister är vanligtvis nominerade i kategorin.
- Årets manliga musikgrupp har tilldelats varje år sedan 1999. Fyra artister är vanligtvis nominerade i kategorin.
- Årets kvinnliga musikgrupp har tilldelats varje år sedan 2000 förutom år 2006 då priset tilldelades årets musikgrupp, manlig eller kvinnlig, och en manlig vann. Fyra artister är vanligtvis nominerade i kategorin.

## Vinnare

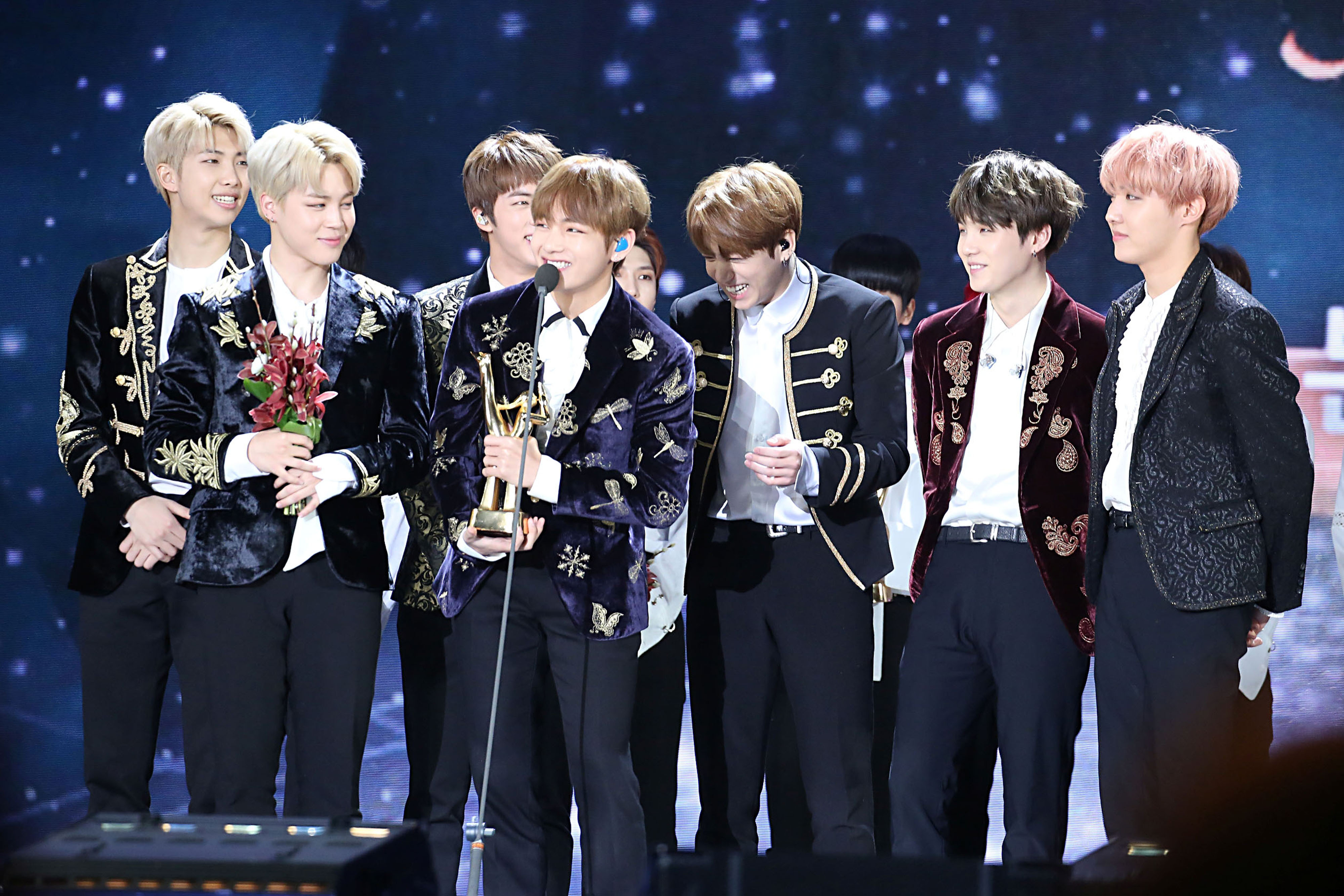
BTS vann årets artist 2016.

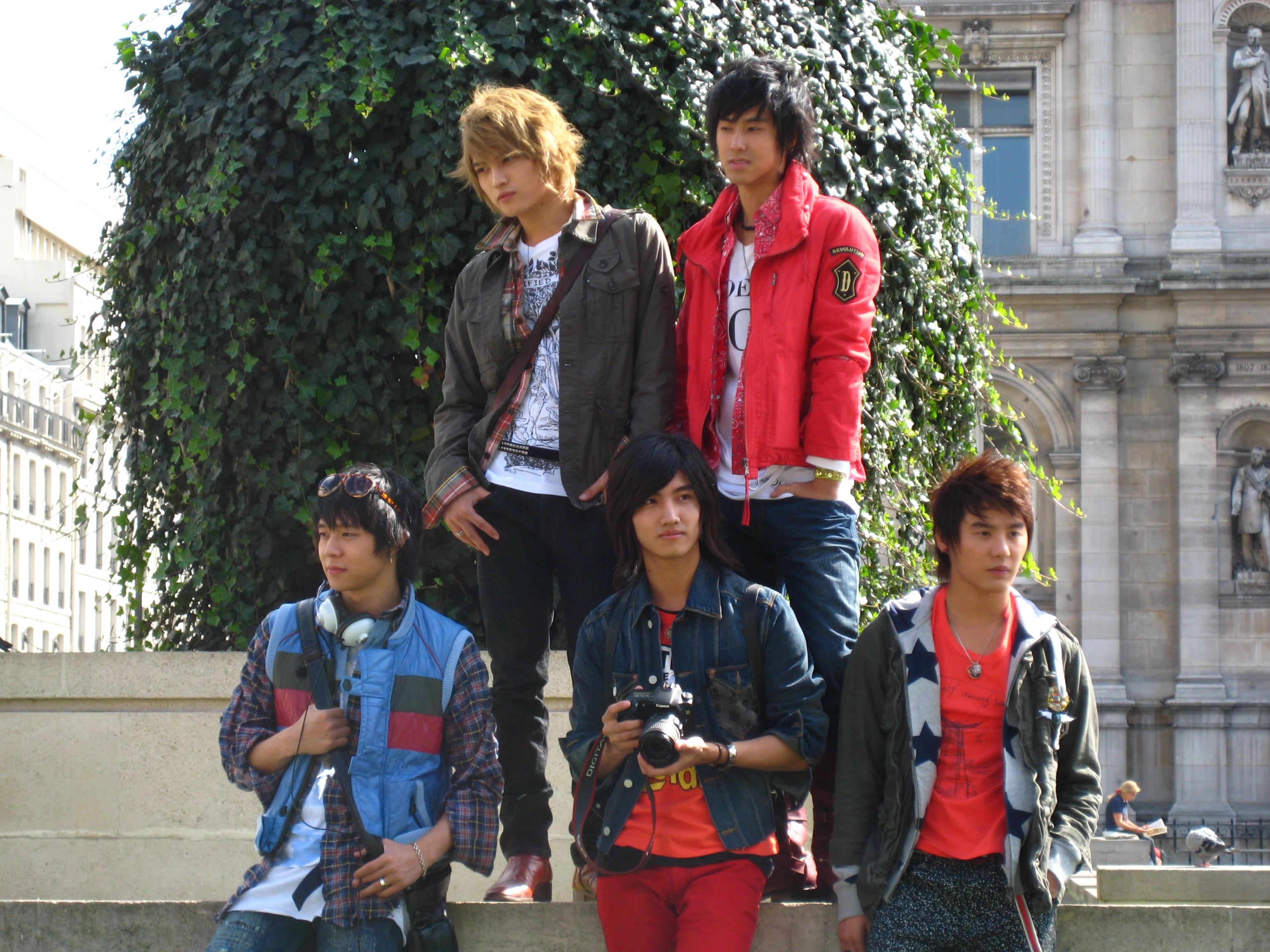
TVXQ var den första vinnaren inom kategorin årets artist år 2006.

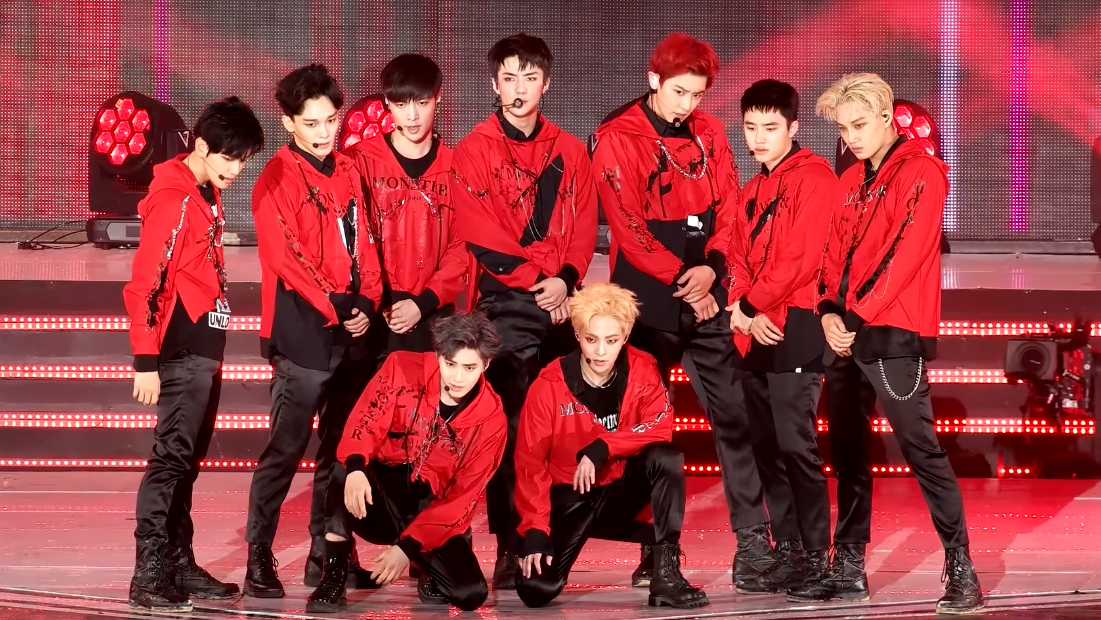
EXO vann årets album 2016 med EX'ACT. Det var fjärde året i rad som pojkbandet tog emot priset. De vann också årets manliga musikgrupp 2016, detta för tredje året i rad.

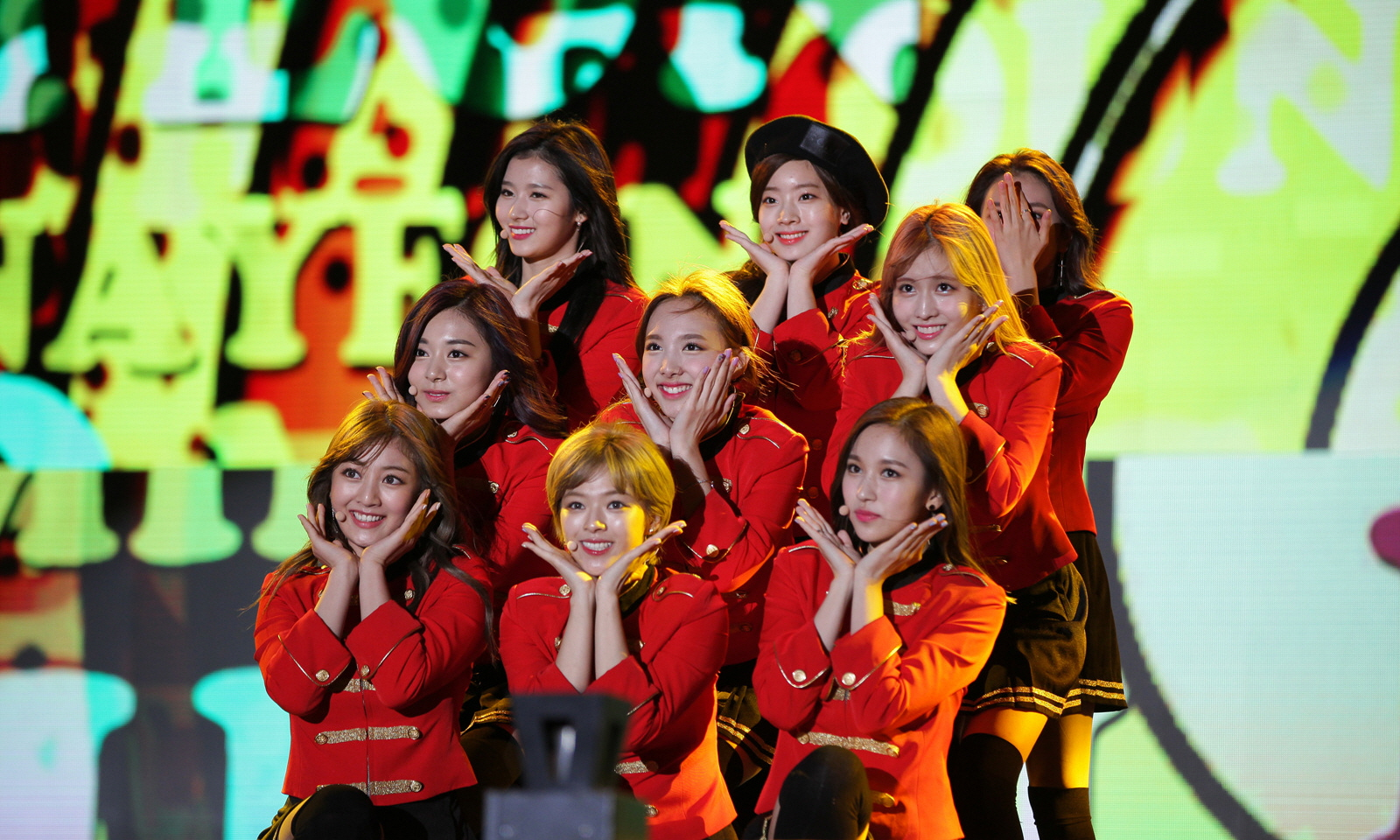
Twice vann årets låt 2016 med "Cheer Up". De vann också årets kvinnliga musikgrupp 2016.

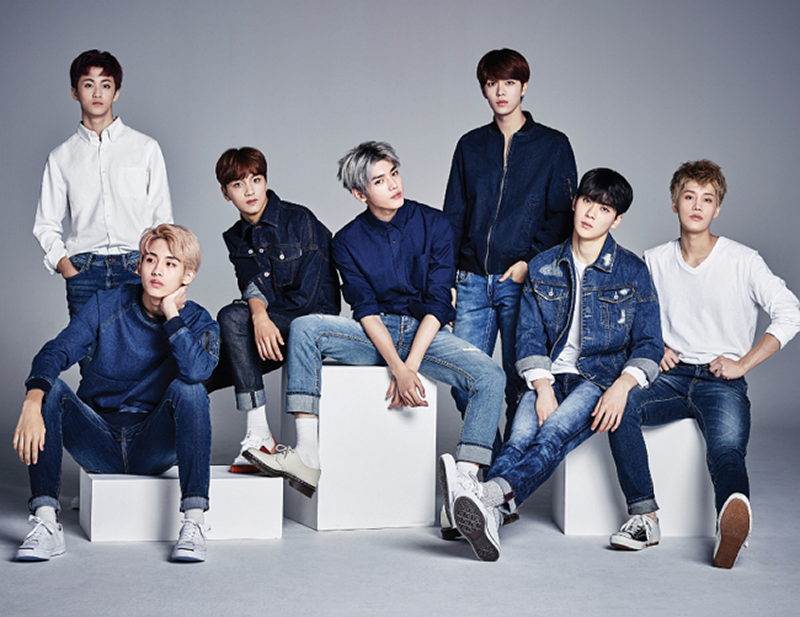
NCT 127 vann årets nya manliga artist 2016.

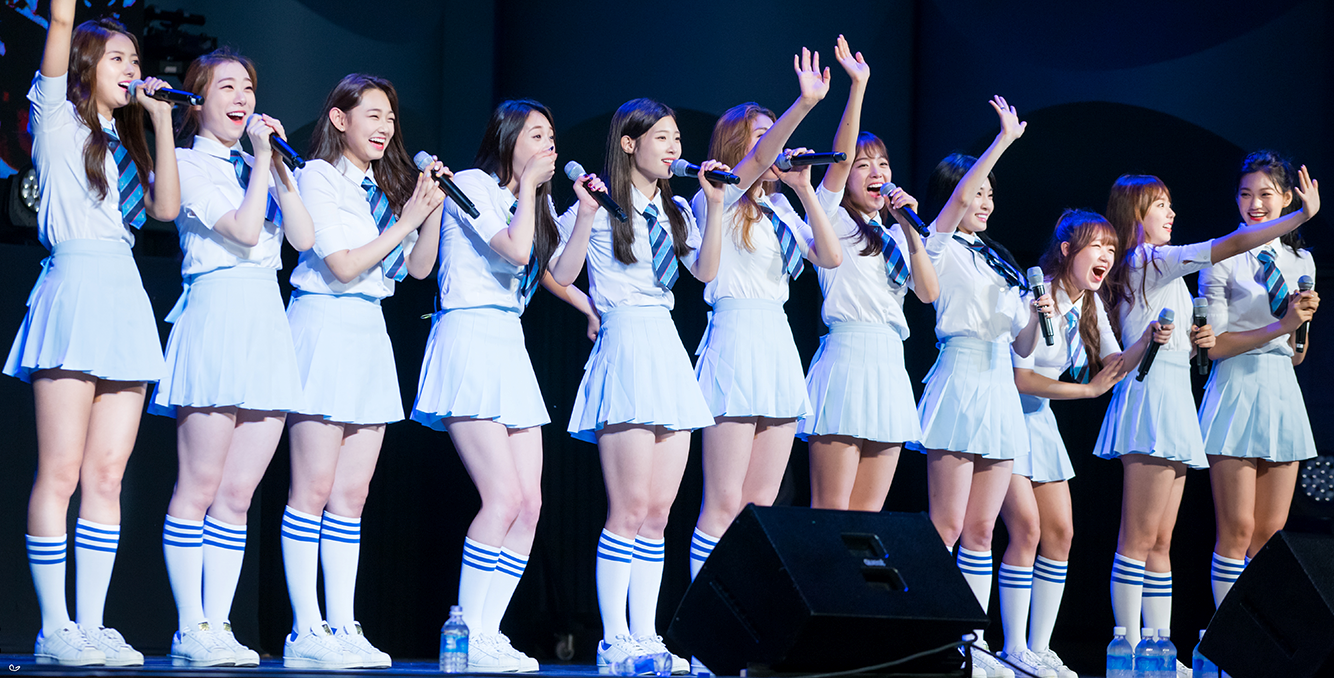
I.O.I vann årets nya kvinnliga artist 2016.

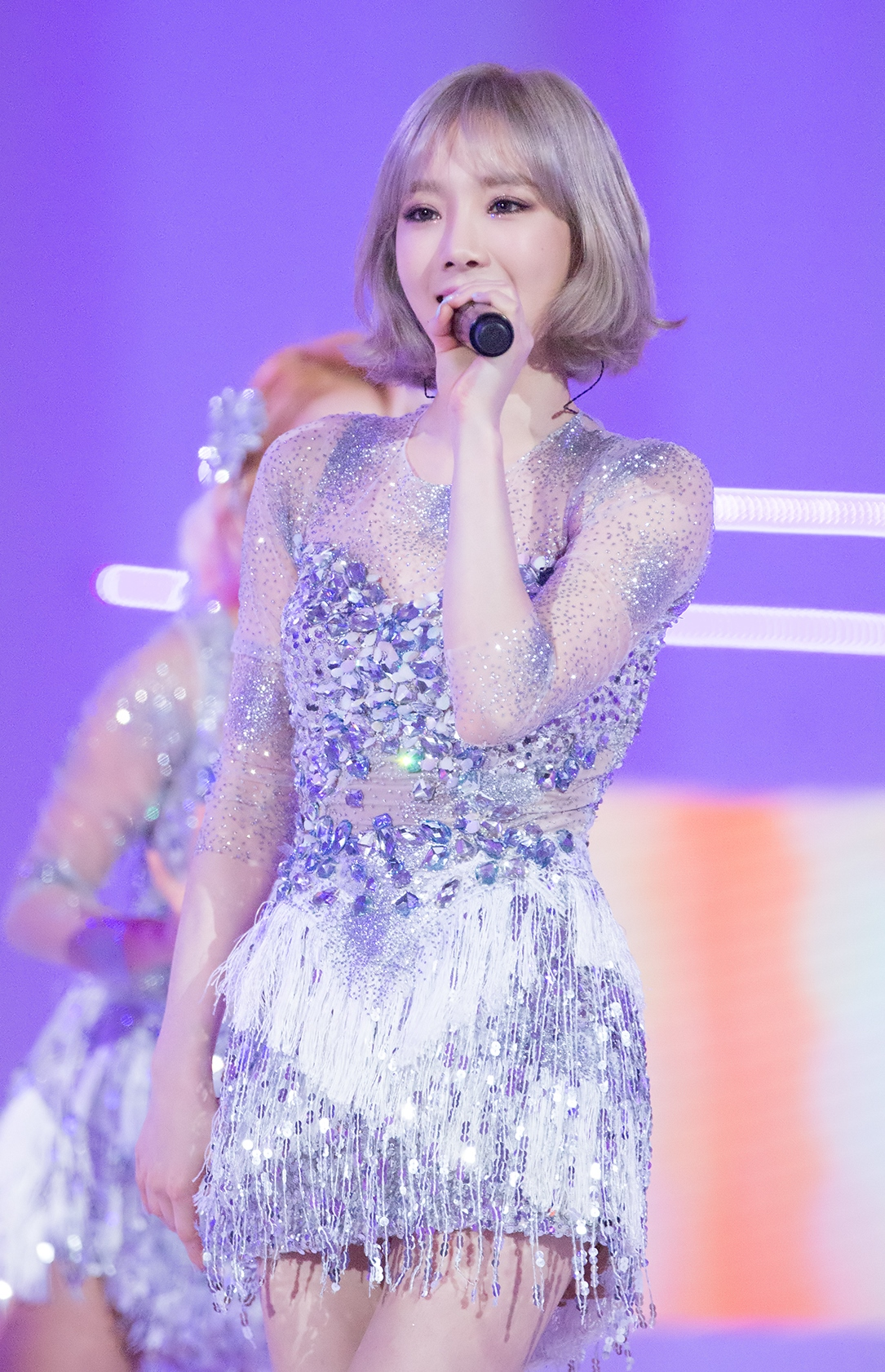
Taeyeon vann årets kvinnliga artist 2016. Det var andra året i rad som hon tog emot priset.

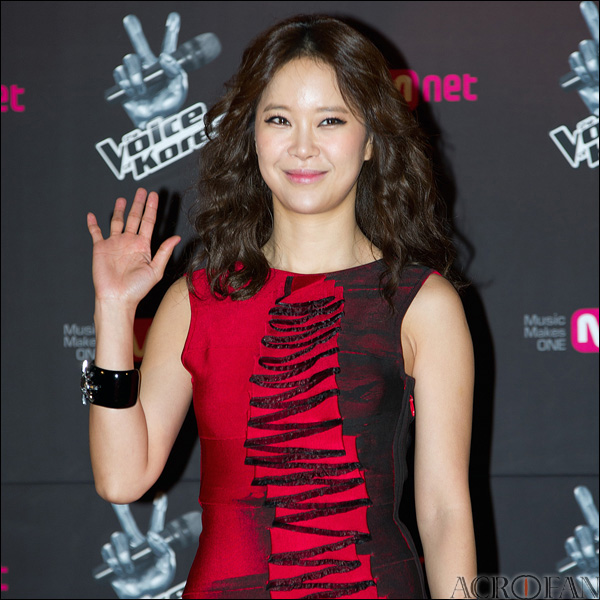
Baek Ji-young har tagit emot priset för årets kvinnliga artist tre gånger totalt, vilket är rekord.

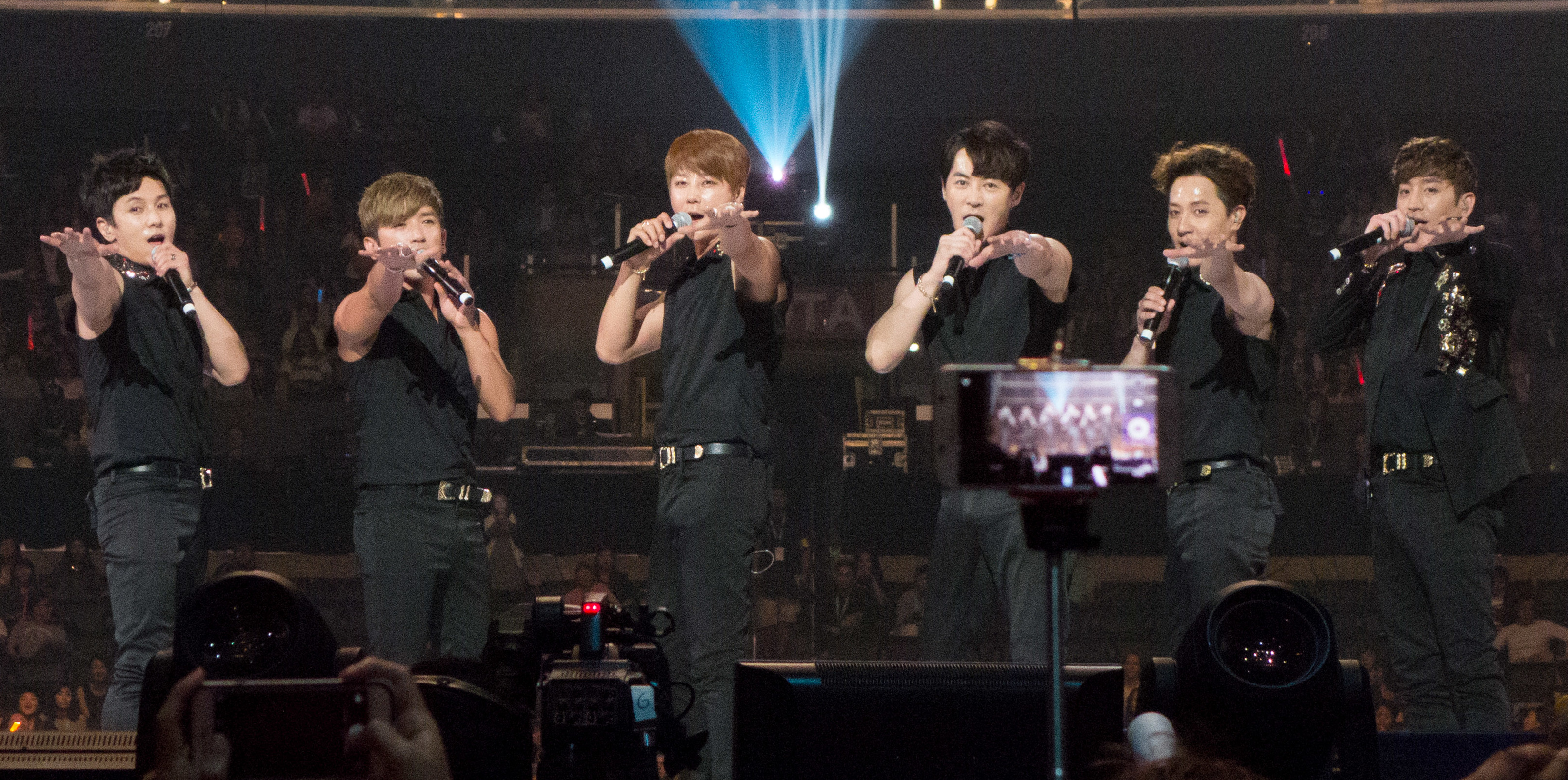
Shinhwa har tagit emot priset för årets manliga musikgrupp fyra gånger totalt, vilket är rekord. De tog emot priset fyra år i rad.

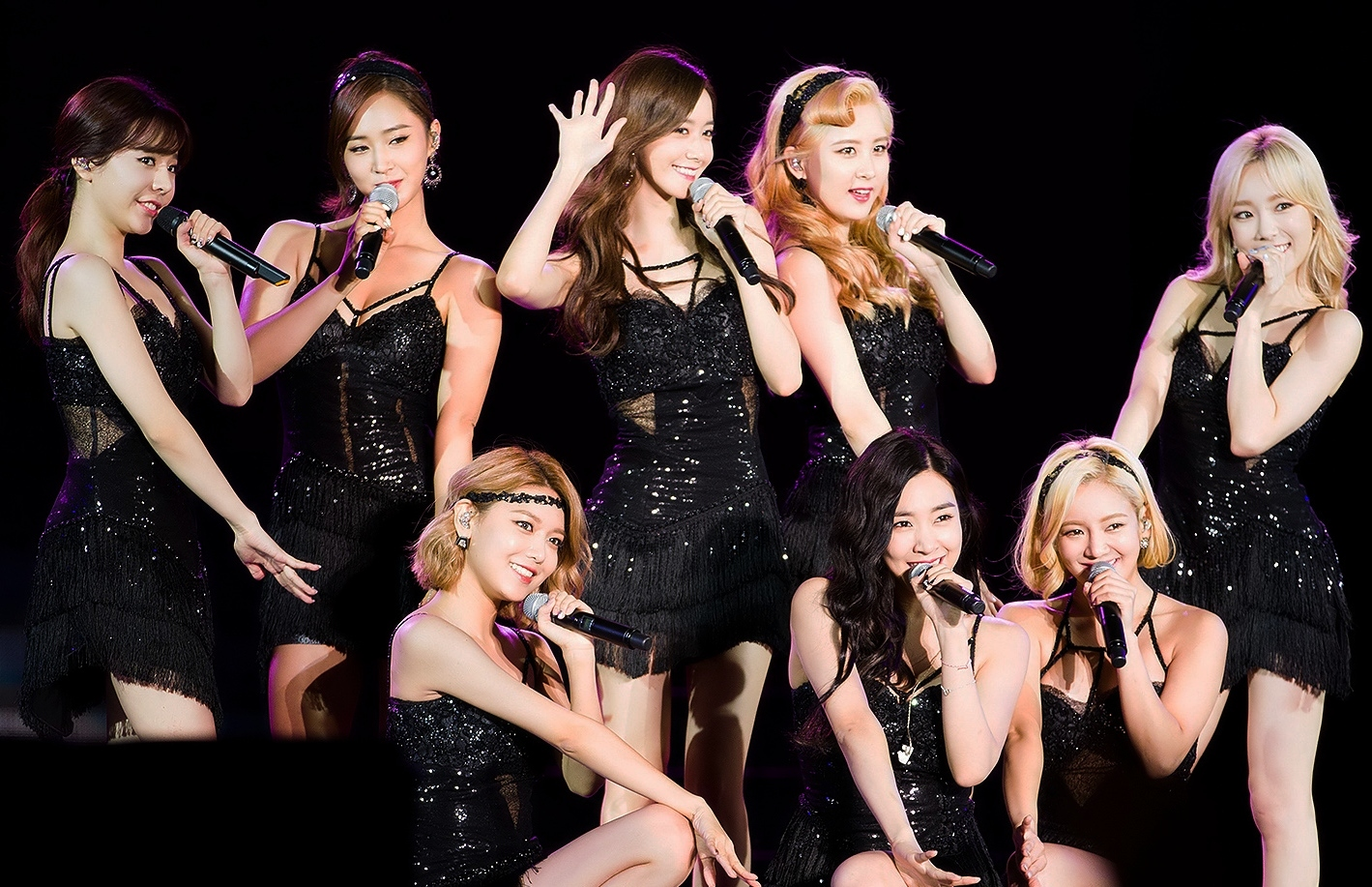
Girls' Generation har tagit emot priset för årets kvinnliga musikgrupp tre gånger totalt, vilket är rekord.

### Årets artist
| Upplaga   | Vinnare           |
| --------- | ----------------- |
| #8: 2006  | TVXQ              |
| #9: 2007  | Super Junior      |
| #10: 2008 | Big Bang          |
| #11: 2009 | 2PM               |
| #12: 2010 | 2NE1              |
| #13: 2011 | Girls' Generation |
| #14: 2012 | Big Bang          |
| #15: 2013 | G-Dragon          |
| #16: 2014 | EXO               |
| #17: 2015 | Big Bang          |
| #18: 2016 | BTS               |
| #19: 2017 | BTS               |
| #20: 2018 | BTS               |

### Årets album
| Upplaga   | Artist       | Albumtitel               |
| --------- | ------------ | ------------------------ |
| #8: 2006  | SG Wannabe   | The 3rd Masterpiece      |
| #9: 2007  | Epik High    | Remapping the Human Soul |
| #10: 2008 | TVXQ         | Mirotic                  |
| #11: 2009 | G-Dragon     | Heartbreaker             |
| #12: 2010 | 2NE1         | To Anyone                |
| #13: 2011 | Super Junior | Mr. Simple               |
| #14: 2012 | Super Junior | Sexy, Free & Single      |
| #15: 2013 | EXO          | XOXO                     |
| #16: 2014 | EXO          | Overdose                 |
| #17: 2015 | EXO          | EXODUS                   |
| #18: 2016 | EXO          | EX'ACT                   |
| #19: 2017 | EXO          | The war                  |

### Årets låt
| Upplaga   | Artist       | Låttitel             |
| --------- | ------------ | -------------------- |
| #8: 2006  | SG Wannabe   | "Partner for Life"   |
| #9: 2007  | Big Bang     | "Lies"               |
| #10: 2008 | Wonder Girls | "Nobody"             |
| #11: 2009 | 2NE1         | "I Don't Care"       |
| #12: 2010 | Miss A       | "Bad Girl Good Girl" |
| #13: 2011 | 2NE1         | "I Am the Best"      |
| #14: 2012 | Psy          | "Gangnam Style"      |
| #15: 2013 | Cho Yong-pil | "Bounce"             |
| #16: 2014 | Taeyang      | "Eyes, Nose, Lips"   |
| #17: 2015 | Big Bang     | "Bang Bang Bang"     |
| #18: 2016 | Twice        | "Cheer Up"           |
| #19: 2017 | Twice        | "Signal"             |

### Årets nya artist
| Upplaga   | Artist               | Låttitel                            |
| --------- | -------------------- | ----------------------------------- |
| #1: 1999  | Lee Jung-hyun        | "Come"                              |
| #1: 1999  | Team                 | "Farewell"                          |
| #2: 2000  | Choi Jin-young (SKY) | "Forever"                           |
| #2: 2000  | BoA                  | "ID; Peace B"                       |
| #2: 2000  | Chakra               | "Hate"                              |
| #3: 2001  | Sung Si-kyung        | "Like the First Time"               |
| #3: 2001  | Wax                  | "Oppa"                              |
| #3: 2001  | Brown Eyes           | "Already One Year"                  |
| #4: 2002  | Rain                 | "Bad Guy"                           |
| #4: 2002  | Youme                | "Love Is Always Thirsty"            |
| #4: 2002  | Black Beat           | "In the Sky"                        |
| #5: 2003  | Seven                | "Come Back to Me"                   |
| #5: 2003  | Maya                 | "Azalea"                            |
| #5: 2003  | Big Mama             | "Break Away"                        |
| #6: 2004  | Lee Seung-gi         | "Because You're My Girl"            |
| #6: 2004  | Chunja               | "Women with Beautiful Mind"         |
| #6: 2004  | TVXQ                 | "Hug"                               |
| #7: 2005  | Lim Jeong-hee        | "Music is My Life"                  |
| #7: 2005  | SS501                | "Warning"                           |
| #8: 2006  | Zhang Liyin          | "Timeless"                          |
| #8: 2006  | Super Junior         | "U"                                 |
| #9: 2007  | Younha               | "Password 486"                      |
| #9: 2007  | FTISLAND             | "Love Sick"                         |
| #9: 2007  | Wonder Girls         | "Irony"                             |
| #10: 2008 | SHINee               | "Replay"                            |
| #10: 2008 | Davichi              | "I Love You Even Though I Hate You" |
| #11: 2009 | Supreme Team         | "Supermagic"                        |
| #11: 2009 | 2NE1                 | "I Don't Care"                      |
| #12: 2010 | CNBLUE               | "I'm a Loner"                       |
| #12: 2010 | Miss A               | "Bad Girl Good Girl"                |
| #13: 2011 | Huh Gak              | "Hello"                             |
| #13: 2011 | Apink                | "I Don't Know"                      |
| #14: 2012 | Ailee                | "Heaven"                            |
| #14: 2012 | Busker Busker        | "Cherry Blossom Ending"             |
| #15: 2013 | Roy Kim              | "Love Love Love"                    |
| #15: 2013 | Crayon Pop           | "Bar Bar Bar"                       |
| #16: 2014 | Winner               | "Empty"                             |
| #17: 2015 | iKON                 | "Rhythm Ta"                         |
| #17: 2015 | Twice                | "Like OOH-AHH"                      |
| #18: 2016 | NCT 127              | "Fire Truck"                        |
| #18: 2016 | I.O.I                | "Dream Girls"                       |
| #19: 2017 | Wanna One            | ''Energetic''                       |
| #19: 2017 | Pristin              | "WEE WOO"                           |

### Årets manliga artist
| Upplaga   | Artist         | Låttitel               |
| --------- | -------------- | ---------------------- |
| #1: 1999  | Lee Seung-hwan | "A Request"            |
| #2: 2000  | Shin Seung-hun | "The Unwritten Legend" |
| #3: 2001  | Kangta         | "Polaris"              |
| #4: 2002  | Sung Si-kyung  | "We Make a Good Pair"  |
| #5: 2003  | Wheesung       | "With Me"              |
| #6: 2004  | Seven          | "Passion"              |
| #7: 2005  | Kim Jong-kook  | "Standstill"           |
| #8: 2006  | Rain           | "I'm Coming"           |
| #9: 2007  | Lee Seung-gi   | "White Lie"            |
| #10: 2008 | Seo Taiji      | "Moai"                 |
| #11: 2009 | Tiger JK       | "Monster"              |
| #12: 2010 | Taeyang        | "I'll Be There"        |
| #13: 2011 | Kim Hyun-joong | "Break Down"           |
| #14: 2012 | G-Dragon       | "Crayon"               |
| #15: 2013 | G-Dragon       | "Crooked"              |
| #16: 2014 | Taeyang        | "Eyes, Nose, Lips"     |
| #17: 2015 | Park Jin-young | "Who's Your Mama?"     |
| #18: 2016 | Zico           | —                      |
| #18: 2017 | Zico           |                        |

### Årets kvinnliga artist
| Upplaga   | Artist        | Låttitel                     |
| --------- | ------------- | ---------------------------- |
| #1: 1999  | Uhm Jung-hwa  | "I Don't Know"               |
| #2: 2000  | Park Ji-yoon  | "Coming of Age Ceremony"     |
| #3: 2001  | Kim Hyun-jung | "You Who Left"               |
| #4: 2002  | Jang Na-ra    | "Sweet Dream"                |
| #5: 2003  | Lee Soo-young | "Solitary"                   |
| #6: 2004  | Lee Soo-young | "Whistle to Me"              |
| #7: 2005  | BoA           | "Girls on Top"               |
| #8: 2006  | Baek Ji-young | "I Won't Love"               |
| #9: 2007  | Ivy           | "Sonata of Temptation"       |
| #10: 2008 | Lee Hyori     | "U-Go-Girl"                  |
| #11: 2009 | Baek Ji-young | "Like Being Hit by a Bullet" |
| #12: 2010 | BoA           | "Hurricane Venus"            |
| #13: 2011 | Baek Ji-young | "Ordinary"                   |
| #14: 2012 | IU            | "You and I"                  |
| #15: 2013 | Lee Hyori     | "Bad Girls"                  |
| #16: 2014 | IU            | "Friday"                     |
| #17: 2015 | Taeyeon       | "I"                          |
| #18: 2016 | Taeyeon       | "Why"                        |
| #19: 2017 | IU            | "Palette"                    |

### Årets manliga musikgrupp
| Upplaga   | Artist       | Låttitel               |
| --------- | ------------ | ---------------------- |
| #1: 1999  | H.O.T.       | "I Yah!"               |
| #2: 2000  | g.o.d        | "Love and Memory"      |
| #3: 2001  | Shinhwa      | "Wild Eyes"            |
| #4: 2002  | Shinhwa      | "Perfect Man"          |
| #5: 2003  | Shinhwa      | "Your Wedding"         |
| #6: 2004  | Shinhwa      | "Angel"                |
| #7: 2005  | SG Wannabe   | "Crime and Punishment" |
| #8: 2006  | TVXQ         | "O'-Jung.Ban.Hap."     |
| #9: 2007  | Big Bang     | "Lies"                 |
| #10: 2008 | Big Bang     | "Haru Haru"            |
| #11: 2009 | 2PM          | "Again & Again"        |
| #12: 2010 | 2PM          | "I'll Be Back"         |
| #13: 2011 | Super Junior | "Mr. Simple"           |
| #14: 2012 | Big Bang     | "Fantastic Baby"       |
| #15: 2013 | Infinite     | "Man In Love"          |
| #16: 2014 | EXO          | "Overdose"             |
| #17: 2015 | EXO          | "Call Me Baby"         |
| #18: 2016 | EXO          | "Monster"              |
| #19: 2017 | Wanna One    | "Burn It Up"           |

### Årets kvinnliga musikgrupp
| Upplaga   | Artist            | Låttitel            |
| --------- | ----------------- | ------------------- |
| #2: 2000  | Fin.K.L           | "Now"               |
| #3: 2001  | S.E.S.            | "Just In Love"      |
| #4: 2002  | S.E.S.            | "U"                 |
| #5: 2003  | Jewelry           | "I Really Like You" |
| #6: 2004  | Sugar             | "Secret"            |
| #7: 2005  | Jewelry           | "Superstar"         |
| #9: 2007  | SeeYa             | "Love Greeting"     |
| #10: 2008 | Wonder Girls      | "Nobody"            |
| #11: 2009 | Brown Eyed Girls  | "Abracadabra"       |
| #12: 2010 | 2NE1              | "Can't Nobody"      |
| #13: 2011 | Girls' Generation | "The Boys"          |
| #14: 2012 | Sistar            | "Alone"             |
| #15: 2013 | Girls' Generation | "I Got a Boy"       |
| #16: 2014 | Sistar            | "Touch My Body"     |
| #17: 2015 | Girls' Generation | "Lion Heart"        |
| #18: 2016 | Twice             | "Cheer Up"          |
| #19: 2017 | Red Velvet        | ''Red Flavor''      |